# Patrick Groetzki
Patrick Groetzki (* 4. Juli 1989 in Pforzheim) ist ein deutscher Handballspieler. Er spielt seit der Saison 2007/08 bei den Rhein-Neckar Löwen in der Bundesliga und in der deutschen Nationalmannschaft.

## Karriere

### Verein
Der Linkshänder wurde in der Jugend auch im rechten Rückraum und auf Rückraum Mitte eingesetzt, spielt aber inzwischen im Seniorenbereich ausschließlich auf Rechtsaußen und trägt die Rückennummer 24. Für alles andere neben dem Handball benutzt er jedoch seine rechte Hand, z. B. auch für Sportarten wie Tennis. Über seine handballbegeisterte Familie lernte Patrick Groetzki seit seiner Geburt Handballhallen kennen und nahm bereits im Alter von 3 Jahren am Bambini-Training teil. Er durchlief beim Heimatverein seiner Eltern SG Pforzheim/Eutingen sämtliche Kinder- und Jugend-Spielklassen. Bereits hier bewies er eine bemerkenswerte Vereinstreue und wechselte 2007 nach 13 Jahren als A-Jugend-Spieler zum ersten und bisher einzigen Mal den Verein zu den Rhein-Neckar Löwen. Bereits seit Oktober 2018 ist Groetzki Rekordspieler der Löwen in der Handball-Bundesliga.
2007 spielte er als Achtzehnjähriger zunächst nur in der ersten und zweiten Herren-Mannschaft der Löwen. Als die A-Jugend (damals noch als SG Kronau/Östringen) sich für das Viertelfinale der Deutschen A-Jugend-Meisterschaft qualifizierte, wurde er auch in dieser Mannschaft eingesetzt und gewann mit dem Team erstmalig für den Verein die Deutsche A-Jugend-Meisterschaft.
Nach dem Einstieg bei den Löwen musste schnell ein Spitzname gefunden werden. In Anlehnung an die Eishockey-Legende Wayne Gretzky wurde er zunächst Wayne gerufen. Daraus wurde dann nach kurzer Zeit erst John Wayne (Schauspieler) und durch den damaligen Trainer Iouri Chevtsov letztlich „Johnny“. Dabei ist es bis heute geblieben.
Sein erstes Spiel für die Löwen in der Bundesliga gehörte zu seinen kuriosesten. Dazu Groetzki im Interview: „Der erste richtige Einsatz war dann in Hamburg. Wir lagen mit einem Tor hinten, hatten einen Siebenmeter bekommen, fünf Sekunden waren noch auf der Uhr. Der damalige Cheftrainer Iouri Chevtsov hat mich aufs Feld geschickt und mir eine klare taktische Ansage gemacht: Verwandeln wir den Siebenmeter, sollte ich das Anspiel unterbinden. Der Wurf landete im Tor, Dimitri Torgowanow wollte das Anspiel ausführen – und ich habe das verhindert. Ich habe dafür die Rote Karte gesehen und wir haben den Punkt geholt, weil dabei die Zeit herunterlief, so wie vom Trainer geplant. Ich selbst war tieftraurig.“
In den diversen Meisterschaften und Pokal-Wettbewerben folgten für die Rhein-Neckar Löwen in den Jahren nach 2007 viele Topergebnisse mit Groetzki als Stammspieler für Rechtsaußen-Position. 2009 wurde Patrick Groetzki in der Handball-Bundesliga zum Rookie des Jahres gewählt. Es dauerte jedoch bis zur Saison 2012/13, bevor er mit den Löwen den ersten Titel mit dem Gewinn des EHF-Pokals feiern konnte. Bei den bisher neun Teilnahmen der Löwen und Groetzki an der EHF Champions League gelang in den Saisons 2008/09 und 2010/11 die Teilnahme am Halbfinale, wo allerdings jeweils Schluss war.
Die bitterste Niederlage für „Johnny“ war der zweite Platz in der Handball-Bundesliga 2013/14 aufgrund der um 2 Tore schlechteren Tordifferenz gegenüber dem THW Kiel. Die erfolgreichsten Jahre hingegen waren dann die Bundesliga-Saisons 2015/16 und 2016/17, in denen sich die Löwen zwei Titel als Deutscher Handball-Meister sicherten. Auch im DHB-Pokal hatten die Rhein-Neckar Löwen nach zehn erfolglosen Teilnahmen am DHB Final-Four-Turnier den Ruf des ewigen Zweiten, bevor dann der Pokalsieg im Jahr 2018 gelang. Zusätzlich gewannen die Löwen in den Jahren 2016 bis 2018 den DHB Pixum Super Cup. 2020 stand Groetzki kurz davor ein Angebot von Telekom Veszprém anzunehmen, entschied sich aber, auch aus familiären Gründen, für einen weiteren Vertrag mit den Löwen.
In der Bundesliga-Saison 2022/23 unter dem neuen Trainer Sebastian Hinze wurde Groetzki zum Mannschaftskapitän gewählt. Im November 2022 wurde beim Topspiel gegen die Füchse Berlin seine Vertragsverlängerung bis 30. Juni 2026 bekannt gegeben, was dann mindestens 19 Jahre bei den Löwen bedeutet. Höhepunkt dieser Saison war der Gewinn des DHB-Pokals 2022/23 im April 2023 mit einem 36:34-Sieg nach Verlängerung und Siebenmeterwerfen gegen den SC Magdeburg. Groetzki war in der Woche vor dem Final Four erkrankt, saß aber im Finale wieder auf der Bank.
Zu Beginn der Saison 2023/24 feierte Patrick Groetzki zwei Jubiläen. Beim Auswärtsspiel gegen den Bergischen HC am 23. September 2023 absolvierte er sein 500. Spiel in der Bundesliga, alle bei den Rhein-Neckar Löwen. Zwei Spiele später warf er ein 1500. Tor in der Bundesliga am 1. Oktober gegen den TVB Stuttgart. Im November 2023 verletzte er sich an der Plantarfaszie. Er versuchte in der EM-Vorbereitung ein Comeback, aber die Verletzung trat erneut auf, so dass er bis April 2024 ausfiel. Mit den Löwen erreichte er am Saisonende den dritten Platz in der EHF European League beim Final-Four-Turnier in Hamburg.
Groetzki wird nach der Saison 2025/26 seine Karriere beenden und in das Management der Rhein-Neckar Löwen wechseln, die Einarbeitung in der Geschäftsstelle begann bereits im Januar 2025. Zum Ende seiner Karriere wird er der einzige Löwen-Spieler sein, der alle großen Titel der Vereinsgeschichte vom EHF-Cup-Sieg 2013 bis zum DHB-Pokalsieg 2023 miterlebt hat. 

### Nationalmannschaft

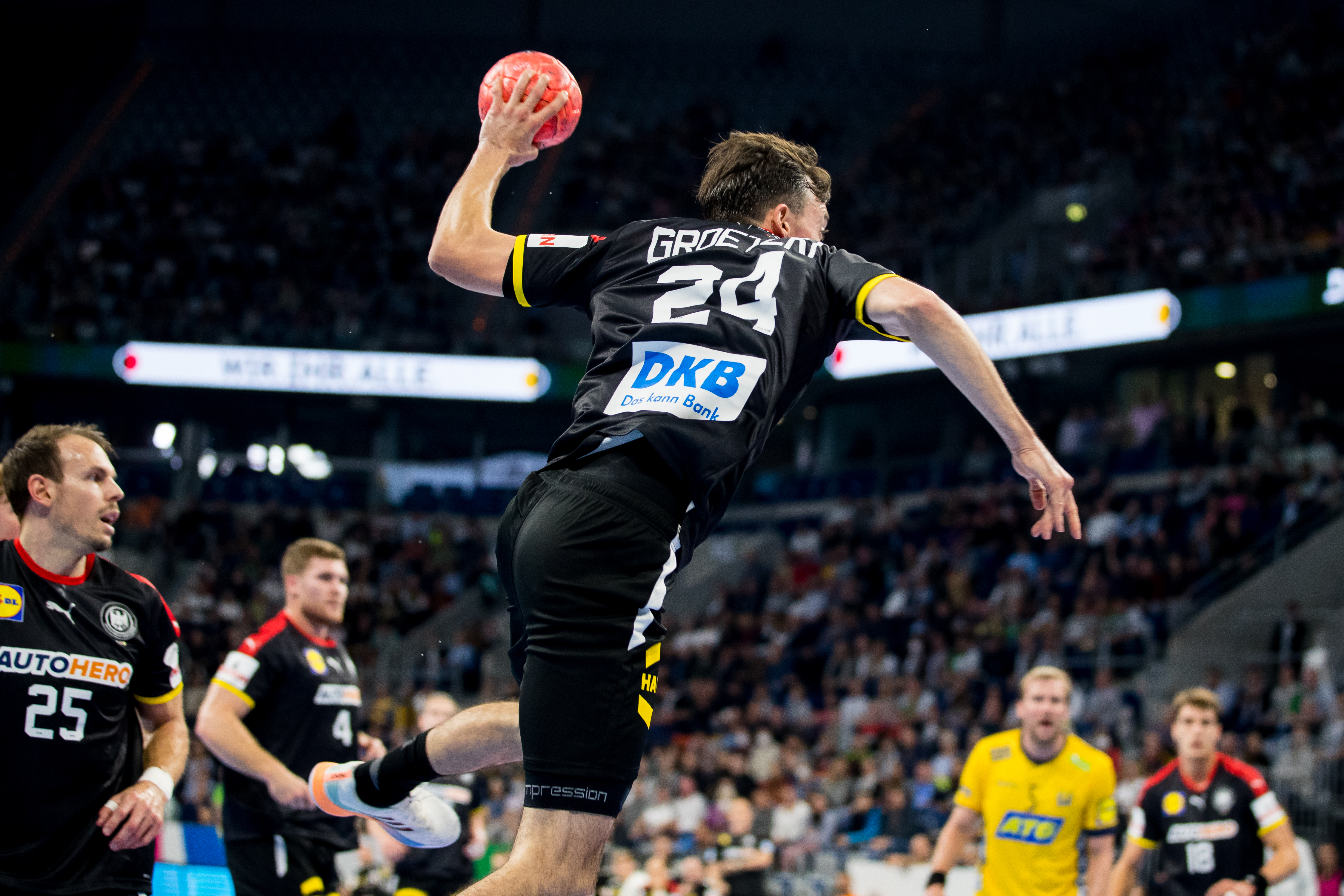
Groetzki bei einem Länderspiel 2022

Seine Nationalmannschafts-Karriere startete er nach dem Wechsel zu den Rhein-Neckar Löwen im Dezember 2007 in der Junioren-Nationalmannschaft. Patrick Groetzki wurde in dieser Saison in der U20 als Spielmacher auf der Rückraum-Mitte-Position eingesetzt und erzielte 45 Tore in 16 Spielen. Bei der Europameisterschaft 2008 in Rumänien wurde die Mannschaft Vizeeuropameister und Patrick Groetzki zum MVP des Turniers gewählt. In der folgenden U21-Saison 2008/09 wechselte er auf seine Stammposition Rechtsaußen und wurde mit 86 Toren in 18 Spielen zum Top Scorer der Mannschaft. Der Höhepunkt dieser Saison war der Gewinn der Junioren-Weltmeisterschaft 2009 in Ägypten, bei der Groetzki als bester deutscher Torschütze in das All-Star-Team gewählt wurde.
Noch vor der U21-Weltmeisterschaft wurde er im Mai 2009 von Bundestrainer Heiner Brand zu einem Nationalmannschaftslehrgang der Männer-Nationalmannschaft eingeladen. Sein erstes Länderspiel bestritt er am 17. Juni 2009 in der Porsche-Arena in Stuttgart gegen Belarus. Den überraschenden Gewinn der Europameisterschaft 2016 verpasste Patrick Groetzki verletzungsbedingt. Bei den Olympischen Spielen 2016 in Rio de Janeiro gewannen er und die deutsche Nationalmannschaft die Bronzemedaille. Dafür wurden er und die Mannschaft vom Bundespräsidenten mit dem Silbernen Lorbeerblatt ausgezeichnet.
Nachdem Groetzki für die Olympischen Spiele 2021 in Tokio und für die Europameisterschaft 2022 in Ungarn und der Slowakei nicht berücksichtigt wurde, nominierte Alfreð Gíslason ihn nach einer guten Hinrunde der Saison 2022/23 für die Weltmeisterschaft 2023 in Polen und Schweden. Dies war seine siebte Teilnahme, womit er zusammen mit Silvio Heinevetter deutscher Rekordteilnehmer bei Weltmeisterschaften wurde. Gemeinsam mit Christian Schwarzer führt Groetzki (beide 51 Partien) nach dieser WM die Statistik der meisten Spiele eines Deutschen im Rahmen einer Weltmeisterschaft an. Die deutsche Mannschaft erreichte den 5. Platz. Im letzten Vorbereitungsspiel vor der Europameisterschaft 2024 in Deutschland verletzte er sich am Fuß und musste somit zum wiederholten Mal auf ein Großturnier mit der Nationalmannschaft verzichten.
Insgesamt nahm Patrick Groetzki in seiner bisherigen Karriere an folgenden wichtigen Turnieren mit den Nationalmannschaften teil:
| Jahr | Turnier                 | Austragungsort            | Ergebnis  | Tore Groetzki | Spiele      | Rücken-Nr |
| ---- | ----------------------- | ------------------------- | --------- | ------------- | ----------- | --------- |
| 2008 | U20-Europameisterschaft | Rumänien                  | 2. Platz  | 21            | 7 (von 7)   | 15        |
| 2009 | U21-Weltmeisterschaft   | Ägypten                   | 1. Platz  | 52            | 10 (von 10) | 15        |
| 2011 | Weltmeisterschaft       | Schweden                  | 11. Platz | 11            | 6 (9)       | 14        |
| 2012 | Europameisterschaft     | Serbien                   | 7. Platz  | 13            | 6 (6)       | 14        |
| 2013 | Weltmeisterschaft       | Spanien                   | 5. Platz  | 20            | 7 (7)       | 14        |
| 2015 | Weltmeisterschaft       | Katar                     | 7. Platz  | 36 (Pl.13)    | 9 (9)       | 14        |
| 2016 | Olympische Spiele       | Brasilien, Rio de Janeiro | 3. Platz  | 0             | 2 (8)       | 24        |
| 2017 | Weltmeisterschaft       | Frankreich                | 9. Platz  | 21            | 6 (6)       | 24        |
| 2018 | Europameisterschaft     | Kroatien                  | 9. Platz  | 8             | 6 (6)       | 24        |
| 2019 | Weltmeisterschaft       | Deutschland, Dänemark     | 4. Platz  | 14            | 10 (10)     | 24        |
| 2021 | Weltmeisterschaft       | Ägypten                   | 12. Platz | 1             | 4 (6)       | 24        |
| 2023 | Weltmeisterschaft       | Polen, Schweden           | 5. Platz  | 21            | 9 (9)       | 24        |

Mit sieben Teilnahmen an Weltmeisterschaften ist er zusammen mit Silvio Heinevetter deutscher Rekordhalter. Die dabei absolvierten 51 WM-Spiele sind ebenfalls ein Rekord, den er zusammen mit Christian Schwarzer hält.

## Privates

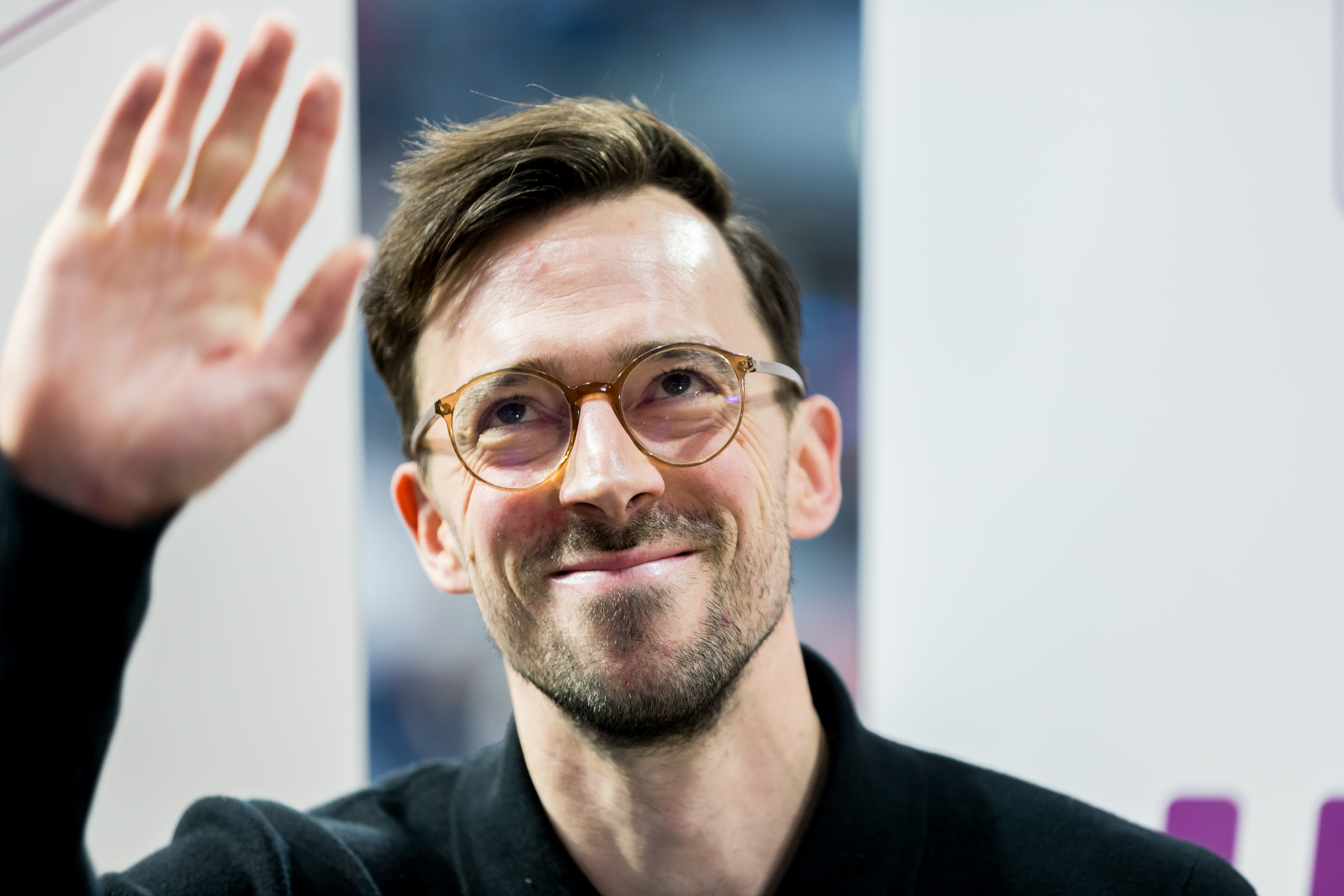

Groetzki ist bei einem Gewicht von 84 kg 1,89 m groß. Er heiratete im Sommer 2018 seine langjährige Freundin Jenny Kempf-Groetzki. Das Paar ist seit Mai 2019 Eltern von Zwillings-Mädchen und seit Dezember 2021 von einer weiteren Tochter. Vor der Geburt der Kinder hat „Johnny“ in Heidelberg im gleichen Haus wie Uwe Gensheimer gewohnt. Nach ein paar Jahren Abstinenz erwarb das Paar wieder am Stadtrand von Heidelberg ein gebrauchtes Haus, das nach umfangreicher Renovierung im Oktober 2022 bezogen wurde.
Seine ebenfalls Handball spielenden Eltern Christoph und Petra Groetzki wohnen weiterhin in Birkenfeld bei Pforzheim. Die Schwester Cathrin spielte ebenfalls Handball und stand bei der HSG Bensheim/Auerbach unter Vertrag, mit der sie in der Saison 2013/14 ebenfalls in der ersten Bundesliga antrat.
Patrick Groetzki besuchte parallel zu seinen ersten Profijahren bis zum Sommer 2009 das Otto-Hahn-Gymnasium in Karlsruhe. Später begann er ebenfalls parallel zu seiner Handball-Karriere zunächst ein Fernstudium im Fach „Medien- und Kommunikationsmanagement“, bei dem er aber nach eigenen Angaben nicht so gut vorankam, wie er sich das vorgestellt hatte. Groetzki wechselte dann im Oktober 2016 in den Studiengang „Digitale Medien und Medienkommunikation“ an der Dualen Hochschule DHBW in Mannheim, welches er im Herbst 2021 mit einem Bachelor erfolgreich abschloss. Den Praxisteil dieses dualen Studiums absolvierte er beim Mannheimer Morgen. Direkt im Anschluss startete er im Oktober 2021 einen berufsbegleitenden Master-Studiengang „Sportmanagement und Leadership“, welchen er in 2024 beendete. 
Neben dem Handball ist „Johnny“ auch ein leidenschaftlicher Fußballfan. In einer Umfrage aller Löwenfunk-Podcast-Folgen der Saison 2021/22, wer denn der beste Fußballer bei den Trainingspielen der Löwen sei, gewann er mit großem Vorsprung. Er ist Mitglied und Fan des FC Bayern München und hat zusammen mit Oliver Roggisch das Champions-League-Finale 2013 in London live miterlebt.

## Bisherige Erfolge
- 2008: Deutscher A-Jugend-Meister (SG Kronau/Östringen)
- 2008: Junioren Vizeeuropameister in Rumänien („Most Valuable Player“ des Turniers)
- 2009: Wahl zum „Rookie des Jahres 2009“ der Handball-Bundesliga
- 2009: Junioren-Weltmeister in Ägypten und im All-Star-Team der WM
- 2013: Sieger des EHF-Pokals
- 2016: Deutscher Meister
- 2016: Bronzemedaille bei den Olympischen Spielen
- 2016: DHB-Supercup
- 2017: Deutscher Meister
- 2017: DHB-Supercup
- 2018: DHB-Pokal
- 2018: DHB-Supercup
- 2023: DHB-Pokal

## Saisonbilanzen
| Saison  | Verein             | Spielklasse | Spiele | Tore | 7-Meter | Feldtore |
| ------- | ------------------ | ----------- | ------ | ---- | ------- | -------- |
| 2007/08 | Rhein-Neckar Löwen | Bundesliga  | 028    | 0035 | 0       | 0035     |
| 2008/09 | Rhein-Neckar Löwen | Bundesliga  | 034    | 0058 | 0       | 0058     |
| 2009/10 | Rhein-Neckar Löwen | Bundesliga  | 034    | 0097 | 0       | 0097     |
| 2010/11 | Rhein-Neckar Löwen | Bundesliga  | 034    | 0094 | 0       | 0094     |
| 2011/12 | Rhein-Neckar Löwen | Bundesliga  | 017    | 0068 | 0       | 0068     |
| 2012/13 | Rhein-Neckar Löwen | Bundesliga  | 029    | 0100 | 02      | 0098     |
| 2013/14 | Rhein-Neckar Löwen | Bundesliga  | 034    | 0137 | 0       | 0137     |
| 2014/15 | Rhein-Neckar Löwen | Bundesliga  | 036    | 0148 | 01      | 0147     |
| 2015/16 | Rhein-Neckar Löwen | Bundesliga  | 030    | 0071 | 02      | 0069     |
| 2016/17 | Rhein-Neckar Löwen | Bundesliga  | 032    | 0094 | 01      | 0093     |
| 2017/18 | Rhein-Neckar Löwen | Bundesliga  | 032    | 0094 | 01      | 0093     |
| 2018/19 | Rhein-Neckar Löwen | Bundesliga  | 031    | 0054 | 0       | 0054     |
| 2019/20 | Rhein-Neckar Löwen | Bundesliga  | 026    | 0065 | 0       | 0065     |
| 2020/21 | Rhein-Neckar Löwen | Bundesliga  | 034    | 0110 | 01      | 0109     |
| 2021/22 | Rhein-Neckar Löwen | Bundesliga  | 032    | 0105 | 02      | 0103     |
| 2022/23 | Rhein-Neckar Löwen | Bundesliga  | 033    | 0139 | 0       | 0139     |
| 2023/24 | Rhein-Neckar Löwen | Bundesliga  | 022    | 0057 | 02      | 0055     |
| 2024/25 | Rhein-Neckar Löwen | Bundesliga  | 032    | 0078 | 0       | 0078     |
| 2007–25 | Rhein-Neckar Löwen | gesamt      | 549    | 1604 | 12      | 1592     |

Quelle: 